# Litoria pygmaea
Espèce
Synonymes
- Hyperolius pygmaeus Meyer, 1875 "1874"
- Hylella boulengeri Méhely, 1897
- Hyla fallax Boulenger, 1898
- Hyla mehelyi Nieden, 1923

Statut de conservation UICN

 LC  : Préoccupation mineure
Litoria pygmaea est une espèce d'amphibiens de la famille des Pelodryadidae.

## Répartition
Cette espèce est endémique de Nouvelle-Guinée. Elle se rencontre dans les basses terres jusqu'à 650 m d'altitude, tant en Indonésie qu'en Papouasie-Nouvelle-Guinée ainsi que sur les îles Yapen,.

## Description
L'holotype mesure 15 mm.

## Publication originale
- Meyer, 1875 "1874" : Übersicht der von mir auf Neu-Guinea und den Inseln Jobi, Mysore und Mafoor im Jahre 1873 gesammelten Amphibien. Monatsberichte der Königlich Preussischen Akademie der Wissenschaften zu Berlin, vol. 1875, p. 128-140 (texte intégral).